# Abdulchaj Kajumovič Vachitov
Abdulchaj Kajumovič Vachitov (rusky Абдулхай Каюмович Вахитов; 20. prosince 1918 Memdel – 7. července 1978 Kazaň) byl tatarský dramaturg, spisovatel a básník. Tvořil pod pseudonymem Chaj Vachit.

## Život
Pocházel z rolnické rodiny. Po ukončení základní školy nastoupil na kazaňskou divadelní školu. Kvůli zavření byl nucen přerušit studium. V letech 1936 až 1937 byl učitelem, poté se vrátil do Kazaně. V letech 1937 až 1940 studoval na kazaňské škole hudby a později pracoval v Státním souboru tatarské písně a tance.
Zúčastnil se bojů 2. světové války, sloužil jako rozvědčík obrněný vlaků. Bojoval na běloruské frontě a s bitvami se dostal do Polska.
Po skončení války vstoupil na kazaňskou konzervatoř (třída hudební teorie), kterou absolvoval v roce 1951. V letech 1956 až 1958 studoval na Vyšších literárních kurzech Maxima Gorkého v Moskvě. Poté se věnoval profesionálnímu psaní. Člen strany od roku 1952.

## Dílo
Debutoval jako dramatik v roce 1937. V roce 1938 byly vydány hry Krvavé ruce, Trubci a sbírka básní Vlny. V padesátých letech 20. století vyšly jeho sbírky pro děti V naší vesnici, Jasná cesta a Přichází jaro. V roce 1961 mu byla udělena cena Gabdully Tukaje za hru První láska.
Významně přispěl k rozvoji tatarské opery, je autorem libret oper Samat (1957), Na břehu Djomy (1965), Džigangir (1976) a hudebních komedií Píseň lásky (1971) a Ženiši, (1975).
Od roku 1956 byl členem Svazu spisovatelů Tatarstánu.